# Venezuelamyrfågel
Venezuelamyrfågel (Drymophila klagesi) är en fågel i familjen myrfåglar inom ordningen tättingar.

## Utbredning och systematik
Fågeln förekommer i Anderna i nordöstra Colombia (Norte de Santander), Serrania de Perijá (Colombia/Venezuela) och Anderna och kustbergen i Venezuela. Tidigare behandlades den som en underart till Drymophila caudata. 

## Status
IUCN kategoriserar den som livskraftig.

## Namn
Fågelns vetenskapliga artnamn hedrar Samuel Milton Klages (1875-1957), amerikansk samlare av specimen i tropiska Amerika 1898-1926. Fram tills nyligen kallades den även klagesmyrfågel på svenska, men justerades 2022 till ett enklare och mer informativt namn av BirdLife Sveriges taxonomikommitté.